# Antoine Nguyễn Văn Thiện
Antoine Nguyễn Văn Thiện (ur. 13 marca 1906 w Cái Cồn, zm. 13 maja 2012 w Paryżu) – wietnamski duchowny katolicki, biskup.
Przyjął święcenia kapłańskie 20 lutego 1932. W listopadzie 1960 został mianowany biskupem diecezji Vĩnh Long, otrzymał sakrę biskupią 22 stycznia 1961. W lipcu 1968 zrezygnował z rządów diecezją, otrzymując jednocześnie biskupią stolicę tytularną Hispellum.
W lutym 2002 obchodził 70-lecie święceń kapłańskich. Był najstarszym żyjącym biskupem katolickim na świecie (po śmierci arcybiskupa Ettore Cuniala 6 października 2005).
20 lutego 2012 obchodził rzadki jubileusz osiemdziesięciolecia święceń kapłańskich.